# Зика грозница
Зика грозница је вирусна инфективна, болест из групе зооноза), које се преноси убодом комараца. Изазивач болести је Зика вирус (ЗИКВ) енгл. Zika virus) арбовирус (који се преноси артроподама) из породице флавивиридае (лат. Flaviviridae) и рода Флавивируса (лат. Flavivirus), који такође преносе и вирусе жуте грознице, денге. Један од четири заражене особе развија симптоме болести, док је већина случајева (60—80%) без симптома. Међу онима који оболе, симптоми болести су обично благи и трају најчешће 2-7 дана. Симптоми болести су слични онима код денге или Чикунгуња грознице, јер вирусе преноси иста врсте комараца.
Главни клинички знаци болести су; грозница, конјуктивитис, пролазни артритис, праћен артралгијом (боловима углавном у мањим зглобовима шака и стопала) и макулопапуларна оспа, која најчешће прво почиње на лицу, а затим се шири по целом телу.
Болест је први пут откривена у Уганди 1947. године, код носилац вируса, локалних мајмун из шуме Зика, по којој је вирус добио име. До прве идентификације с краја прве половине 20. века, болест је харала углавном у тропској Африци, југоисточној Азији и на пацифичким острвима. Међутим, 2015. године пренета је у Бразил, а потом се грозница изазвана овим вирусом убрзо проширила на Латинску Америку и неколико карипских острва.
Неуролошки и аутоимуне компликације код Зика грознице су могуће али за сада ретке. Први пут су описане у епидемијама у Полинезији, а однедавно, и у Бразилу. Здравствени званичници који су токо 2015. године проучавали болест у Бразилу установили су да вирус може прећи са мајке на нерођено дете у материци и код њега изазвати микроцефалију. Међутим, и дање постоји веома мали број описаних и истражених случајева у литератури. Док су хеморагијске манифестације документована само у једном случају (хематоспермија или појава крви у семену).
Такође током избијања епидемије у француској Полинезији утврђен је пратећи пораст случајева са Гијен-Бареовим синдромом, за који се сумња (али није доказано) да је можда изазван Зика вирусом.
Као се вирус буде ширио Америком, лекари ће стицати све више искуства о његовим симптомима и могућим компликацијама, тако да ће бити могућа и потпунија сазнања о карактеристикама болести, мерама превенције, вакцинацији и лечењу.

## Историја
Вирус је први пут откривена у априлу 1947. године код макаки мајмуна који су коришћени у истраживањима жуте грознице у Зика шуми, на обалама језера Викторија на полуострву Ентебе у Уганди. Поново је изолован у истој шуми 1948. године код афричких комарца (лат. Aedes afr icanus). Ентебе је место где се данас налази Институт за вирусолошка истраживања у Уганди (UVRI).
Вектори преноса вируса су комарци из рода Aedes, што је доказано експериментално у лабораторијским условима 1956. године.
Први случајеви Зика грознице описани су 1964. године, потом четири године касније, 1968. године, 1971. и 1975. године, када је Зика вирус изолован код оболелих људи у Нигерији.
Између 1951. и 1981. године, докази инфекције изолацијом вируса или тражењем трагова болести у серолошким анализама код људи, откривени су у многим афричким земљама (Уганда, Танзанија, Египат, Централна Афричка Република, Сијера Леоне, Габон и Сенегал) и Азије (Индија, Малезија, Филипини, Тајланд, Вијетнам и Индонезија). Геном вирус секвенциран је први пут у 2006. години.
Агенције које од 2014. године истражују Зика грозницу проналазе све већи број доказа о узајамној вези између Зика вируса, аутоимуних поремећаја и микроцефалије. Међутим, потребно је још много истраживања пре него што се докаже однос између микроцефалија код беба и Зика вируса. Други потенцијални узроци су такође у фази истраживања.

## Опште информације
Главне карактеристике Зика вирусом изазване грознице су:
- Зика грозница је болест изазвана Зика вирусом који преносе комарци Аедес.
- Око 80% заражених Зика вирусом не испољава манифестне симптоме болести.
- Људи са Зика грозницом обично имају благу грозницу, осип (егзантем) и конјунктивитис.
- Инкубација траје неколико дана а симптоми болести од 2 до 7 дана.
- Болест се повлачи након 7 дана
- Постоји све већи број доказа о вези између Зика вируса аутоимуних поремећаја и микроцефалије код новорођенчади.
- Не постоји посебан начин лечења јер се ради о вирусној инфекцији
- Вакцина тренутно није доступна (у истраживању је)
- Најбољи облик превенције је заштита од уједа комарца.
- Зика вирус према досадашњим сазнањима циркулише у Африци, Јужној Америци, Азији и Пацифику.

## Епидемиологија
Према подацима Америчких здравствених званичника, на дан 19. јануар 2016. године, Зика вирус је, идентификован у 28 земаља, које се уједно сматрају као ризичне. То су: Барбадос, Боливија, Бразил, Цапе Верде, Колумбија, Еквадор, Ел Салвадор, Фиџи, Француска Гијана, Гвадалупе, Гватемала, Гвајана, Гваделуп, Хондурас, Хаити, Мартиник, Мексико, Нова Каледонија, Панама, Парагвај, Порторико, Самоа, Свети Мартин, Суринам, Соломонска Острва, Тајланд и Венецуела. Наведени подаци биће ажурирани када нека нова земља потврди трансмисију, или када нека од наведених земља девет месеци не пријави ни један нови случај локалне трансмисије.
Претпоставља се, да су Канада и Чиле сигурни од Зика грозница јер је Зика вирус није присутан због одсутности комарца из групе Aedes aegypti. Такође Зика грозница још није забележена у континенталним Сједињеним Америчким Државама, али је ова земља у непрестаном и великом ризику.
Дистрибуција болести
Према подацима Америчких здравствених званичника, тренутно Зика грозница као обољење идентификована је у 22 земље, које се уједно сматрају као ризичне. То су: Боливија, Бразил, Колумбија, Еквадор, Ел Салвадор, Француска Гијана, Гватемала, Гвајана, Хондурас, Мексико, Панама, Парагвај, Суринам, Венецуела, Барбадос, Гваделуп, Хаити, Мартиник, Порторико, Зеленортска Острва и Самоа.
Први аутохтони случај у Америци пријављен је у фебруару 2014 од стране Министарства здравља Чилеа (Easter Island). Међутим, од фебруара 2015. године број пријављених случајева од стране Министарства здравља Бразил је био у сталном порасту.
У октобру 2015. године Министарство здравља Бразила упозорило на неуобичајено повећање броја случајева микроцефалија у држави Пернамбуко, у којој је за мање од годину дана, пријављен 141 случај, што је значајно повећање у односу на само 10 пријављених случајева у последњих неколико година.
Од маја месеца 2015. године поред заражавања Зика вирусом у Бразилу, болест се убрзо проширила и међу становницима 23 земље и територије Америке до фебруара месеца 2016. године. Засада се претпоставља да су једино Канада и Чиле сигурни од Зика вируса због одсутности комарца из групе Aedes aegypti. Такође Зика још није забележена у континенталним деловима Сједињених Америчких Држава, али је и овај део САД у великом ризику.
Постоје два главна разлога за брзо ширење вируса:
Први, што становништво обе Америке није претходно било изложено Зика вирусу, и зато не поседује одговарајући имунитет на овај вирус,
Други, што у свим земљама Америчког региона, осим Канаде и Чилеа постоје комарци из рода Аедес - главни вектори преношења Зика вируса.
СЗО предвиђа да ће Зика вируси у другој деценији 21. века наставити да се шири и вероватно „настанити“ све земље и територије у региону које настањују Аедес комарци.
Морбидитет
Тачан број оболелих на глобалном нивоу за сада је тешко утврдити јер многе земље пријављују болест тек када открију циркулацију вируса на својим територијама. Такође, пребројавање оболелих је отежано, јер су клинички симптоми болести, код већине оболелих благи, па се сви оболели не јављају лекару.
Морталитет
Како је то вирус, који је за сада имао веома ограничену демографску и географску дистрибуцију, и не постоје поуздани докази да он може да изазове смрт. Међутим, пријављени су и спорадични случајеви умрлих, са више озбиљних манифестација и компликација, али углавном код болесника са већ постојећим хроничним болестима или стањима, која могу бити могући узрок смрти, а не Зика вирус.
Почетком фебруара 2016. први пут су здравствени званичници Националног Института за здравље у Колумбији, директно приписали смртне последице вирусу Зика, код три случаја у Колумбији. Као непосредни узрок смрти наводи се редак неуролошки синдром изазван вирусом. Колумбија је, поред Бразила најтеже погођена Зика вирусом.

### Микроцефалија
До јануара 2016. године спроведена истраживања потврдила су присуство Зика вирусног генома (техником ланчане реакција полимеразе (RT-PCR), у реалном времену), у амнионској течности трудница, чији фетуси су имали манифестну микроцефалију, која је утврђена након спроведеног пренаталног ултрасонографског снимања.
У Бразилу, у новембру 2015. године, установљено је присуство Зика вирусног генома у узорцима ткива и крви узоркованих од мртворођеног новорођенчета са микроцефалијом. Ови налази потврђени су почетком јануара 2016. и имунохистохемијским анализама од стране ЦДЦ, у Бразилу.
Недавна студија Fiocruz-Paraná, у којој је коришћена хистохемијска анализа, потврдила је присуство Зика вируса у плаценти оболеле труднице.
Првобитна, преепидемијска, преваленција микроцефалија у Бразилу, била је око 0,5 случајева на 10.000 живорођених беба, што је ретроградно израчунато на основу матичних књига рођених, и била је нижа од очекиване процене од 1-2 случаја на 10.000 живорођених беба, што је значајно мање, од преваленције микроцефалије у свету, у периоду од 2008 до 2102. године (видети табелу испод)
Преваленција микроцефалије (на 10.000 рођених) за све земље у евиденције EUROCATA од 2008. до 2012.
|               | Живорођено | Фетална смрт | Прекид трудноће због дијагностикованих аномалија | Укупно | Преваленција       |
| ------------- | ---------- | ------------ | ------------------------------------------------ | ------ | ------------------ |
| Микроцефалија | 1.056      | 52           | 93                                               | 1.201  | 2,85 (2,69 - 3.02) |

Међутим подаци с краја 2015. указује на све масовнију појаву микроцефалије и пораст њене преваленције у Бразилу, која је у другој половини 2015. године износила више од 3.000 сумњивих случајева (са преваленцијом од око 20 случајева на 10.000 живорођених). На дан 1. фебруар 2016. године тај број нарастао је на 4.180 случајева. На основу ових података СЗО је закључила да је дошло до наглог пораста и распрострањености броја оболелих, који је једним делом и последица бољег (посебног) обавештења које није било на захтеваном нивоу. Такође СЗО изразила је и сумњу да је ова бројка већа, јер се и даље блажи случајеви микроцефалије не пријављују епидемиолошкој служби.

## Улога комараца у дистрибуцији Зика грознице
Комарци су веома распрострањена врста инсеката, која се јавља у свим регионима света, осим Антарктика. У свету је описано преко 3.500 врста комараца. Неки комарци који убадају људе рутински делују као вектори за пренос неколико заразних болести (у које спада и Зика грозница) које утичу на здравље милиона људи годишње. Други комарци (који рутински могу убости и људе), су примарно вектори за болести животиња, и могу бити узрочници катастрофалних зооноза и других болести, када је њихово станиште поремећено, нпр након изненадних крчења шума.
У топлим и влажним тропским регионима комарци су активни током целе године, док су у умереним регионима они у хибернацији преко зиме. На Арктику комарци могу бити активни само неколико недеља. Током времена интензивне активности, комарци су присутни у великом броју и може да прикупе и до 300 ml крви дневно од сваке животиње или човека.
Јаја комараца сојева у умереним зонама су толерантнији на хладноћу од оних из топлијих региона. Они чак могу бити отпорни на снег и температуре испод нуле, а одрасли комарци преживљавају и током зиме у одговарајућим микростаништа.
Широм света преношење разних врста комараца на велике удаљености и у регионе где они нису аутохтона врста омогућио је и човек, пре свега поморским саобраћајем, којим се превозе јаја, ларве и одрасли комарци у водом напуњеним гумама и резаном цвећу. Међутим, осим поморског транспорта, комарци се ефикасно преносе и возилима, камионима за испоруку робе, возом и авионом. Карантинске мере за сузбијање преноса комараца показале су тешко применљиве због недовољне доследности.
Већина инфекција Зика вирусом код људи и животиња, узрокована је преносом вируса путем заражених комараца, па се они сматрају главним преносиоцима болести. Ови комарци живе у близини људи који стварају идеалне услове за њихову репродукцију - устајала вода у канализацији, ровови за наводњавање, вода у подметачима испод саксија са цвећем, вода у одбаченим гумама, олуцима, барама на окућници и појилицама за животиње и птице, у рибњацима који се не проветравају, фонтанама итд.
Пренос вируса преко јаја заражених комараца на нову генерацију ларви (трансоваријално пренос) познат је код врста Aedes aegypti и Aedes albopictus. Такође су откривене и многе друге врсте комараца као вектори Зика вируса. У Африци, главни вектор је Aedes furcifer или Aedes africanus. Вирус је такође пронађен и код других комараца из рода Aedes, Anopheles, Mansonia, Eretmapodites. Међу наведеним, Aedes aegypti, је главни вектор бројних арбовируса, и одговоран је за 9 преноса вируса у многим афричким шумама. Током епидемије Зика грознице на острву Јап у 2007. години, Aedes hensilli идентификован је као главни вецтор вируса.
Осим наведеног, у експерименталним студијама утврђена је велика улога тиграстог комараца Aedes albopictus, који обилато дистрибуира вирусе широм света, па је тако у стању да преноси и Зика вирус.
Инфекција комараца Зика вирусом је првенствено изражена у влажним подручјима - где се комарци током целе године несметано размножавају.
У Африци, Јужној и Латинској Америци главни преносилац Зика вируса су две врсте комараца из фамилије Aedes — Aedes aegypti у тропским и суптропским регионима и Aedes albopictus који може да преживи у хладнијим климатским областима.

## Улога сексуалних односа у преносу ЗИКВ
Случај сексуалног преноса Зика вируса идентификован је код неких болесника, а исказана је и сумња код већег броја оболелих од Зика грознице. Значај овог начина преношења, који је неуобичајен за арбовирусе, и даље је слабо документован од 2013. године.
Први наводни случај сексуалног преноса у САД, је Амерички грађанин за кога се сумња да је по повратка кући из Сенегала Зика вирусом заразио супругу.

## Остали начини преноса ЗИКВ
Зика вирус се може пренети и путем крви, али је ово један од ређих механизам. Зато се здравствени радници требају придржавати свих стандардних мере предострожности које су већ на снази, за обезбеђивање сигурне донације крви и трансфузије исте.

## Клиничка слика
Инкубација и трајање болести
Период инкубације (време од изложености вирусу до појаве симптома) Зика вирусом изазване болести није јасан, али је вероватно да износи неколико дана. Према досада објављеним подацима 80% оних који су носиоци вируса не показују симптоме Зика грознице. Симптоми Зика грознице, који су обично благи трају 2-7 дана, а болести се у највећем броју случајева повлачи у року од недељу дана.
Према досада објављеним подацима 80% оних који су носиоци вируса не показују симптоме Зика грознице.
Знаци и симптоми
Код манифестних облика клиничку слику карактеришу симптоми који су слични осталим арбовирусним инфекцијама (као што је денга), и укључују; грозницу, малаксалост, главобољу, конјуктивитис, пролазни артритис/артралгију (углавном у мањим зглобовима шака и стопала) и макуло-папуларну оспу, која најчешће прво почиње на лицу, а затим се шири по целом телу.
Основни симптоми у Зика грозници
| Температура 37,2 °C до 38 °C  | Болови у мишићима и/или зглобовима |
| Свраб и макуло-папуларни осип | Општа слабост                      |
| Непурулентни конјуктивитис    | Едем доњих удова                   |
| Главобоља                     |                                    |

Мање учестали симптоми у Зика грозници
| Ретро-орбитални бол | Анорексија   |
| Повраћање, пролив   | Бол у трбуху |

Микроцефалија код деце
На основу студије спроведене код 35 деце рођене са микроцефалијом током епидемије Зика вирусне инфекције у Бразилу 2015. године, описани следеће мождане абнормалности:
- појава интрактранијалних калцификација,
- вентрикуломегалија,
- неуронски поремећаји миграције (лизенцефалија и пахигирија).

Друге аномалије укључен конгениталне контрактуре и деформацију стопала.
Битна разлика је у томе да ни ове бебе ни њихове мајке нису имале лабораторијски потврђено присуство Зика вирус у крви; док је истовремено, већина мајки (~ 75%) имало клиничке симптоме Зика грознице.

## Дијагноза

### Анамнеза
Дијагноза се поставља на основу клиничке сумње, која је обично у вези са једним или неколико у клиничкој слици описаних симптома. Biće Сумња је тим јача уколико је оболела особаборавила у подручју или територија на којој је данима био присутан вектор (преносилац) болести пре појаве симптомима; сумња ће бити додатно ојачана ако је било случајева доказане вирусне инфекције у областима боравка болесника.

### Лабораторијски тестови
Болест се дијагностикује откривањем Зика вирус у организму оболеле особе применом ланчане реакције полимеразе (Polymerase Chain Reaction (PCR) и изолацијом вируса из узорака крви и мокраће.
Вируслошки тестови
Иако виремични период још увек није у потпуности успостављен, вирусни РНК може бити детектован у серуму до дана 10 пре појаве првих симптома болести.
РНК Зика вируса такође може бити детектован у мокраћи током дужег периода у акутној фази болести, што значи да мокраћа може бити алтернативан узорак који треба размотрити у дијагнози. Међутим, пошто је потребно спровести још доста истраживања, ипак је препоручљивије да се серум узима као узорак, и то током првих пет дана након појаве првих симптома болести.
Серолошки тестови
Серолошка дијагноза може бити тешка јер вируси често могу унакрсно реаговати са другим флавивирусима попут вируса денга, Западног Нила и жуте грознице.
ЗИКВ-специфична IgМ антитела могу се детектовати, ЕЛИСА или имунофлуоресцентним тестовима (IF), у узорцима серума од петог дана после појаве првих симптома. С обзиром да се само једно узимање серума у акутној фази заснива на претпоставкама, препоручује се да се за тестирање узме и други узорак 1-2 недеља после првог, како би се доказала сероконверзија (негативног на позитивно), или четвороструко повећање титар антитела (квантитативни тест).
Серолошки тестови су јако важни за сигурну дијагнозу ЗИКВ. Код примарне инфекције (најпре инфекција са флавивирусима) утврђено је да антитела унакрсно минимално генетски реагују са другим вирусима. Међутим, утврђено је и да серум појединаца са претходном анамнезом инфекције другим сојевима флавивирусима (посебно денга грознице, жуте и Западног Нила) могу унакрсно реаговати у овим тестовима.
Иако неутрализација редукцијом плака, нуди већу специфичност у откривању неутралишућих антитела (IgG), укрштене реакције су такође документована; да се у ствари, код неких болесника са претходном инфекцијом у анамнези, другим флавивирусима, може открити четвороструко повећање неутралишућег титра антитела када су инфицирани ЗИКВ.
Први комерцијални комплети одобрени у Бразилу за дијагнозу Зика вируса.
| Назив теста                 | Идентификују болести                         | Време откривања                       | Метод                                                                   | Произвођач теста |
| --------------------------- | -------------------------------------------- | ------------------------------------- | ----------------------------------------------------------------------- | ---------------- |
| IF: Mosaico Arbovírus 2 IgG | Зика, Чикунгуња, Денга (серотип 1, 2, 3 и 4) | Након инфекције                       | Индиректно имунофлуоресцентно - открива IgG антитела                    | Euroimmun        |
| IF: Mosaico Arbovírus 2 IgM | Зика, Чикунгуња, Денга (серотип 1, 2, 3 и 4) | Акутна фаза инфекција                 | Индиректно имунофлуоресцентно - открива IgM антитела                    | Euroimmun        |
| Bio Gene Zika Vírus PCR     | Зика                                         | Фаза у којој је у телу присутан вирус | Ланчана реакција полимеразе (PCR) - детектује генетски материјал вируса | Quibasa          |
| Bio Gene Dengue PCR         | Денга (серотип 1, 2, 3 и 4)                  | Фаза у којој је у телу присутан вирус | Ланчана реакција полимеразе (PCR) - детектује генетски материјал вируса | Quibasa          |
| Bio Gene Chikungunya PCR    | Чикунгуња                                    | Фаза у којој је у телу присутан вирус | Ланчана реакција полимеразе (PCR) - детектује генетски материјал вируса | Quibasa          |

Тумачење серолошких резултата
Серолошки резултати се тумаче према вакциналном статусу и претходној изложености другим инфекцијама изазваним узрочницима из рода Флавивируса.
Достава узорка у референтне лабораторије
Достава узорка треба бити авионом у референтне лабораторије или бродом (уколико је то могуће) са сувим ледом; уз непрестано одржавање хладног ланца расхладним геловима, у троструком паковању.
Достава бродом мора бити у року од 48 сати, а оригинални узорци треба да буду јасно декларисани и означени (ако се користи суви лед), и документован као категорија Б.

### Дијагноза микроцефалије у трудноћи и после порођаја
Дијагностички кораци који се препоручују код трудница истоветни су са онима који се препоручују код опште популације, и дефинисани су епидемиолошким препорукама СЗО и ПХОА, од 2015. године.
Дијагноза микроцефалије поставља се објективним (физикалним) и офталмолошким прегледом и ултрасонографским снимањем главе новорођенчета. Најпоузданији начин да се процени да ли беба има микроцефалију је да се измери обим главе на рођењу и поново 24 часа након рођења.
Физикални преглед
Детаљним физикалним прегледом треба обавити, пажљиво мерења обима главе, дужине и тежине тела и проценити гестацијску старост новорођене бебе.
Ултрасонографија
Ултрасонографија лобање препоручује се, осим ако је претходно изведена као део пренаталног скрининга у трећем триместру, и тада је јасно доказала одсуство абнормалности мозга.
Офталмолошки преглед
Офталмолошки преглед препоручује се код беба након шестог месеца старости.
Микроцефалија се дијагностикује онда када се утврди да је глава бебе мања, него што се очекивало, у односу на бебе исте старости (или гестацијске старости) и пола.
| „ | Иако не постоји универзално прихваћена дефиниција микроцефалије, она се најчешће дефинише као; главни обим главе (окципиточеони обим) већи од 2 стандардне девијације испод просека, или мање од три перцентила на основу стандардних графикона раста. | ” |

Када се код бебе дијагностикује микроцефалија, даље праћење и надгледање оболелог детета преузима мултидисциплинарни здравствени тим, у наредних годину дана.

## Диференцијална дијагноза
У диференцијалној дијагнози треба узети у обзир ове болести, које се јављају са сличним знацима и симптомима као Зика грозница:
- Чикунгуња грозница
- Денга грозница
- Грозница Западног Нила

## Терапија
Како је инфекција изазвана вирусом, за лечење Зика грознице не постоји специфична терапија и вакцина. Међутим како је болест најчешће блага она и не захтева неко посебно лечење.
Лакше оболели од Зика вируса требало би да се лече; дужим одмарањем, уносом довољне количине течности, и лечењем бола и грознице антипиретицима и аналгетицима.
Код тежих случајева и особа сумњивих на заразу Зика вирусом, лечење се спроводи на одељењима интензивне неге, уз обилну примену, инфузија течности и хране, регулисањем дисања (према потреби и респиратором) и стабилизацијом функција кардиоваскуларног система.
У циљу спречавања компликација и секундарне инфекције (упала плућа, мокраћних канала итд) у лечењу се примењује одговарајућа симптоматска терапија, антибиотицима, кардиотоницима, антиедематозним лековима, антиепилептицима и другим лековима.
Неки ауторитети не препоручују употребу аспирин и других НСАИЛ, јер су утврдили повезаност ових лекова са хеморагичним синдромом код других флавивируса. Поред тога, употреба аспирина обично се избегава код деце, када год је то могуће, због ризика од Рејевог синдром.
Зика вирус је релативно мало проучаван све до до велике епидемије у 2015., тако да нема конкретних антивирусних лекова који би били коришћени у терапији. Тренутно не постоји и вакцина против Зика вируса.
Савет за труднице је да избегавају ризик од инфекције колико год је то могуће, јер се код заражених жена мало тога може уради терапијом. Један ин витро студија показала је да Зика вирус може бити осетљив на лечење интерфероном, који се обично користи против других вирусних инфекција. Међутим ти резултати нису проверени на животињама или људима.

## Мере превенције
Међу најзначајније мере у превенција даљег ширења Зика вируса спадају:
- Колективне мере заштите
- Лични мере заштите од уједа комараца
- Изолација болесника

### Колективне мере заштите
Колективне мере за заштиту животне средине од најезде комараца, су на првом месту спречавање даљег ширења ЗИКВ, јер имају за циљ смањење густине вектора (преносилаца) болести. Наиме, само контрола популација комарац једина је успешна мера којом се може успешно прекинути ланац преноса вируса из породице денга, Зика и чикунгуња.
У колективне мере заштите спадају; елиминација станишта и услова за боравак и размножавање комараца и примена средства за сузбијање комараца.

#### Елиминација станишта и услова за боравак и размножавање комараца
Комарци полажу јаја у стајаћој води а цео процес од полагања јаја до стварања и прерастања ларви у одрасле комарце, спремне да лете и преносе Зика вирус траје око четири дана. Чак и мале количине воде, на пример, у тацни под саксијом за цвеће, може бити погодно и плодно станиште за боравак и размножавање комараца.
Зато је важно да се у околини кућа и других објеката и површина на којима стално бораве људи и стока елиминише што већи број станишта са стајаћом водом. То се може постићи:
- Редовном (два пута недељно) заменом стајаће воде свежом водом, у објектима и посудама као што базени, посуде за напајање водом животиња, подметачи под саксијама, у отпаду за рециклажу и у за то намењеним кантама, итд.
- Редовним уклањањем старих и непотребних предмета око куће и друге имовине (нпр. старих аутомобилских гума) који имају тенденцију да прикупљају атмосферску воду.
- Променом воде у базенима за барске птице и кућне љубимце, као и у тенковима за купање стоке.
- Редовним чишћењем олука и других сабирних канала и сливника за атмосферску и отпадну воду, чиме се спречава стварање влажне средине за настањивање и размножавање комараца.
- Куповином аератор за украсне рибњаке, чиме се стварају услови за непрестано кретање (треперење) водених површина, што ће учинити воду негостољубивом средином за боравак ларви комараца.

#### Примена средства за сузбијање комараца
Биоцидни производи, у које спадају и инсектициди, средства су која се данас најчешће користе за сузбијање комараца. Њихово стављање у промет, које је усклађено је са Законом о биоцидним производима, контролишу Агенције за хемикалије земаља које су тај закон донеле. Како биоциди у себи садрже супстанце које имају потенцијални ризик по здравље људи, животиња и животну средину основни разлог је што се ови производи, пре стављања у промет, подвргавају посебној процедури пре њиховог промета и коришћења, и то само ако се утврди да представљају прихватљив ризик по здравље људи, животиња и животну средину.
Средства за сузбијање комараца у отвореном простору омогућавају контролу популације комараца тако што уништавају њихове одрасле јединке, односно редукују њихов број (адултициди), или тако што онемогућавају развој комараца из ларви (ларвициди).
Биоцидни производи који се користе у многим земљама, укључујући и Србију, за адултицидни третман комараца из ваздуха, најчешће су на бази ламбда-цихалотрина, док се за адултицидни третман са земље користе биоцидни производи који су на бази неколико хемијских активних супстанци из групе пиретроида (ламбда-цихалотрин, делтаметрин и сл.).
За ларвицидни третман комараца користе се биоцидни производи који могу бити на бази биолошких активних супстанци тј. бактерије из рода Bacillus, које су показале веома селективно токсично дејство на ларве комараца, а без штетних ефеката на друге организме, људе и животну средину, или на бази хемијских активних супстанци (нпр. дифлубензурон) које делују као регулатори раста ларви комараца. У доњој табели приказани су најчешће примењивани пестициди широм Света у контроли комараца:
| Инсектициди који се користе у контроли комараца   | | |
| Инсектициди                                       | Врсте | Механизми дејства |
| Адултициди средства за контролу одраслих комараца | Органофосфати: Синтетички пиретроиди: | Примењују се у облику спрејева ултра ниског волумена (УЛВ). Применом финих капљица, аеросола, адултициди дуго остају у ваздуху и у контакту са летећим комарцима изазивају њихову смрт. У зависности од величине подручја, примењују се у количинама мањим од 3 грама по хектару, што минимизира штетни утицај по људе и животну средину. |
| Ларвициди средства за контролу ларви комараца     | Бактеријски инсектициди: Bacillus thuringiensis, Bacillus sphaericus Инхибитори раста комараца: Органски инсектициди: Остала средства: Минерална уља, Мономолекуларни филмови | Ларвициди су хемикалије тако дизајниране да се њиховом применити на воденим површинама онемогућава развој комараца из ларви. |
| Синергисти                                        | Piperonyl Butoxide, N-Octyl bicycloheptene dicarboximide | Синергисти нису директно токсични на комарце, али њихова примена чини адултициде ефикаснијим. |

### Лични мере заштите од уједа комараца
Предузимањем следећих, једноставних мера предострожности (личне заштите), може се умањила шанса да нека особа буде уједена од стране комараца, а на тај начин и шансе за инфекцију Зика вирусом;
- За време боравка на отвореном простору, потребна је редовна употребљавати репеленте против инсеката, који у себи садрже ДЕЕТ или друге одобрене састојке.
- Избегавати боравак на отвореном у време периода најинтензивније активности комараца - у сумрак и зору.
- Избегавати подручја са великим бројем инсеката, као што су шуме и мочваре.
- Ношењем заштитне одеће као што су кошуље дугих рукава, дуге панталоне, шешири и светло обојене одећа најбоља је заштита јер комарци имају тенденцију да буду привучени тамним бојама.
- На вратима и прозорима треба уградити заштитне мреже, које требају да буду без рупа и да чврсто належу уз подлогу како би онемогућиле комарцима да продру у затворени простор.
- По могућству, у зараженим подручјима, треба боравити у климатизованим просторима, јер је број инсеката у таквим условима значајно смањен.

### Изолација оболелих од Зика грознице и заштита здравственог особља
Да би се спречио даљи пренос вируса на друге људи, контакт између Зика вирусом заражених болесника и комараца треба спречити или свести на најмању могућу меру, пре свега током прве недеље лечења болести (виремична фаза). У ту сврху треба користити комарнике (инсектицидом импрегниране или не) и друга изолиране просторије од приступа комараца.
Здравствени радницима који пружају негу оболелима од Зика грознице, такође се морају заштитити од уједа комараца применом репелената ношењем одеће са дугим рукавима и панталона са дугим ногавицама или комбинезона из једног дела.

## Компликације болести у трудноћи
Током великих епидемија у Француској Полинезији и Бразилу у 2013. и 2015. години, националне здравствене власти пријавиле су појаву потенцијалних неуролошких и аутоимуних компликације код Зика вирусом изазване болести. На североистоку Бразила, локалне здравствене власти приметиле су не само пораст Зика вирусних инфекција међу становништвом, већ и повећан број беба рођених са микроцефалијом. Према прелиминарној анализи, највећи ризик од микроцефалија и малформација повезан је са инфекцијом током првог тромесечја трудноће.
Болест код новорођене деце може изазва деформацију лобање у облику микроцефалије. Светске здравствене организација у својим извештајима наводи, да постоји узрочна веза између Зика вируса и урођених деформација лобање, и да има разлог за забринутост јер се непрестано повећава број деце рођене са знацима микроцефалије у вирусом погођеним подручјима. Такође утврђена је и повећана појава неуролошких симптома, чија се настанак у неким земљама подудара са доласком вируса што је додатни разлог за забринутост, јер микроцефалија зауставља развој мозга.

## ПрепорукеСЗОза контролу болести
СЗО препоручује земљама чланицама да контролишу кретање Зика грознице кроз:
- Јачање надзора над зараженим подручјима;
- Изградњу лабораторија, или опремање постојећих за детекцију Зика вируса;
- Сарадњу са земљама за уништавање популација комараца;
- Израду препорука за клиничку негу (терапију) и праћење особа инфицираних Зика вирусом и
- Подршку и дефинисање приоритетних области у истраживањима Зика болести и њених могућих компликација.
- Препоруку за увођење националних смерница, којим се регулише примена ултразвука у завршном тромесечју ниско-ризичних трудноћа. Када се сумња на микроцефалију, на бази изолованих скенирања, ултразвучни мониторинг може бити оправдан за мерење развоја обима главе и прикупљање других феталних антропометријских података, као и да се открије појава други конгенитални дефекта, када су потребни медицински ресурси доступни.